# Michail Tuschmalow

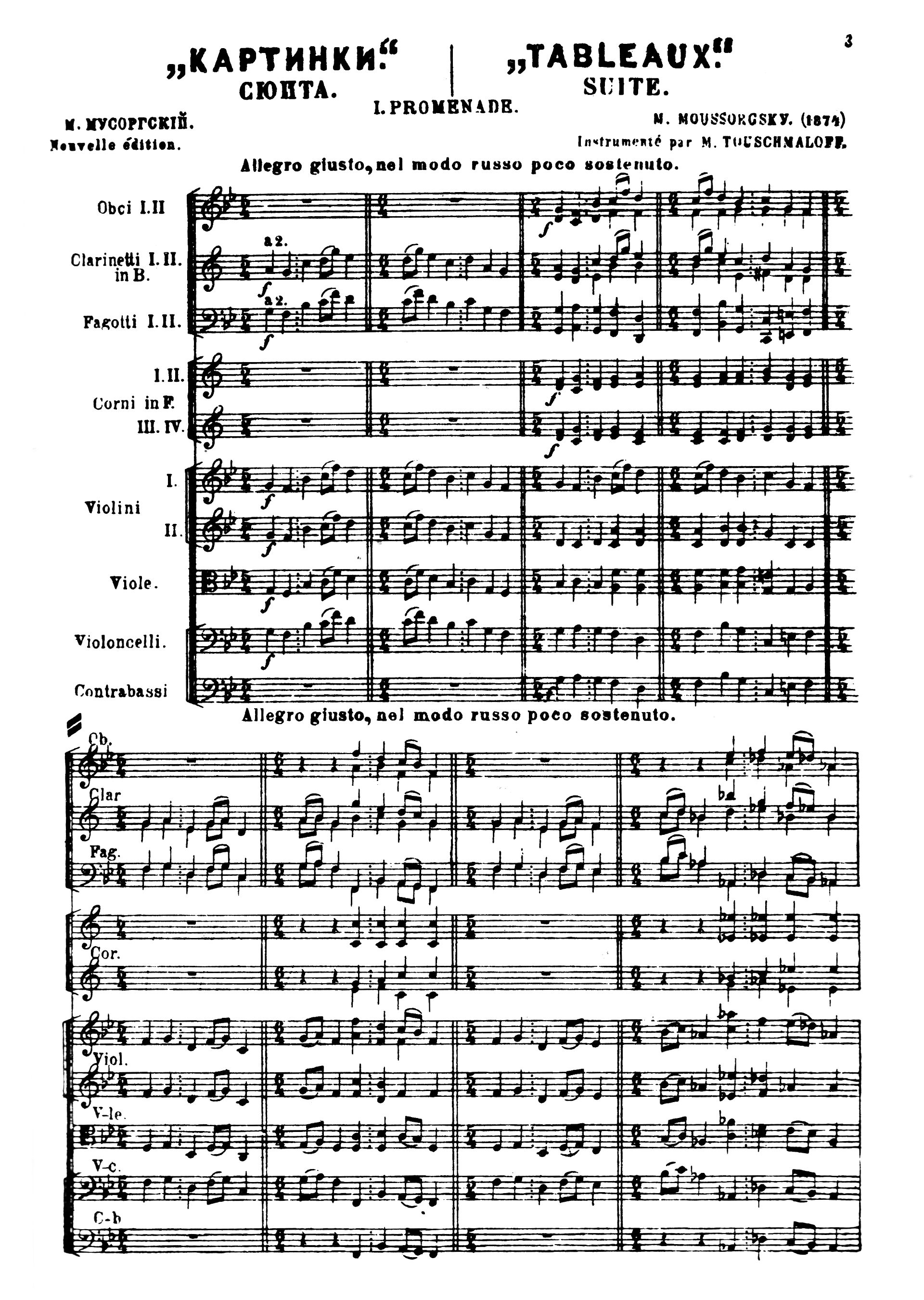
Die erste Seite von Tuschmalows Instrumentierung von Bilder einer Ausstellung

Michail Tuschmalow (englische Transkription: Mikhail Tushmalov; Tushmalishvili, georgisch: თუშმალიშვილი) (* 1861; † 1896) war ein russischer  Operndirigent, der in Warschau und Tiflis tätig war. Der Rimski-Korsakow-Schüler starb 1896 im heutigen Georgien.
Tuschmalow veröffentlichte im Jahr 1891 die Erstinstrumentierung des Klavierzyklus „Bilder einer Ausstellung – Erinnerungen an Viktor Hartmann“, eine Komposition von Modest Mussorgski aus dem Jahr 1874.

## Aufnahmen
- DC 22128 S Mussorgski: Bilder einer Ausstellung (In der Erstinstrumentierung von Tuschmalow/Rimski-Korsakow). Marc Andreae, Münchner Philharmoniker (Acanta, 1974).